# Élescsőrű madár
Az élescsőrű madár (Oxyruncus cristatus) a verébalakúak (Passeriformes) rendjébe és a Tityridae családjába tartozó Oxyruncus nem egyetlen faja.

## Rendszerezés
Besorolása vitatott a fajt sorolják a kotingafélék (Cotingidae) és az élescsőrűfélék (Oxyruncidae) családjába is.

## Előfordulása
Panama, Costa Rica, Argentína, Bolívia, Brazília, Kolumbia, Ecuador, Francia Guyana, Guyana, Paraguay, Peru, Suriname és Venezuela területén honos. A természetes élőhelye szubtrópusi és trópusi síkvidéki erdők.

## Alfajai
- Oxyruncus cristatus brooksi Bangs & Barbour, 1922
- Oxyruncus cristatus cristatus Swainson, 1821
- Oxyruncus cristatus frater (P. L. Sclater & Salvin, 1868)
- Oxyruncus cristatus hypoglaucus (Salvin & Godman, 1883)
- Oxyruncus cristatus tocantinsi Chapman, 1939[2]

## Megjelenése
Átlagos testhossza 17 centiméter, testtömege 42 gramm.

## Életmódja
Gyümölcsökkel táplálkozik.

## Szaporodása
Ágvillába építi csésze alakú fészkét.